# Ophiobolus galii-veri
Ophiobolus galii-veri är en svampart som beskrevs av Fautrey . Ophiobolus galii-veri ingår i släktet Ophiobolus och familjen Leptosphaeriaceae.   Inga underarter finns listade i Catalogue of Life.